# Geotrygon saphirina
Geotrygon saphirina là một loài chim trong họ Columbidae.